# Berekua
Berekua est une ville de la Dominique, située dans la paroisse de Saint-Patrick.